# Allium chamaemoly
Allium chamaemoly es una especie de planta bulbosa geófita del género Allium, perteneciente a la familia de las amarilidáceas, del orden de las Asparagales. Se distribuye por la región del Mediterráneo meridional, en las Islas Baleares.

## Descripción
Allium chamaemoly es un ajo difícil de ver porque realiza su ciclo durante el invierno, florece y fructifica en diciembre y enero, durante la primavera queda seco y por tanto invisible. Forma una roseta de hojas aplicadas al suelo, son hojas con largos pelos sedosos en el margen. Las flores también salen justo sobre el suelo, son flores blancas; el fruto es una cápsula esférica verdosa cortamente pedunculada. Vive en los claros de las garrigas secas de las islas, juntamente con otros geófitos de floración otoñal como Merendera filifolia, Narcissus serotinus, etc.

## Taxonomía
Allium chamaemoly fue descrita por  Carlos Linneo y publicado en Species Plantarum: 301 (1753).
Etimología
Allium: nombre genérico muy antiguo. Las plantas de este género eran conocidos tanto por los romanos como por los griegos. Sin embargo, parece que el término tiene un origen celta y significa "quemar", en referencia al fuerte olor acre de la planta. Uno de los primeros en utilizar este nombre para fines botánicos fue el naturalista francés Joseph Pitton de Tournefort (1656-1708).
chamaemoly: epíteto latino
Variedades aceptadas
- Allium chamaemoly subsp. chamaemoly

Citología
Número de cromosomas de Allium chamaemoly (Fam. Liliaceae) y táxones infraespecíficos:
n=14
Sinonimia
- Saturnia chamaemoly (L.) Salisb.[4]

## Nombre común
- Castellano: moly bajo, moly pequeño.[7]